# Kunpan: Legend of the Warlord
Pour plus de détails, voir Fiche technique et Distribution.
Kunpan: Legend of the Warlord (thaï : ขุนแผน, Kun Pan) est un film thaïlandais historique et fantastique réalisé par Tanit Jitnukul en 2002,.
L'histoire du film s'inspire du célèbre conte thaïlandais, Khun Chang Khun Phaen,,(thai: ขุนช้างขุนแผน), une légende transmise oralement pendant des siècles dès les années 1600 et consignée par écrit pour la première fois au cours du règne de Rama II (mort en 1824), première grande œuvre littéraire thaïlandaise collective due en partie au monarque Rama II et au poète Sunthon Phu. Cette très longue épopée en vers raconte la rivalité entre le valeureux chef de guerre Khun Phaen et le riche et laid potentat local Khun Chang, pour l'amour de la belle Wantong.

## Synopsis

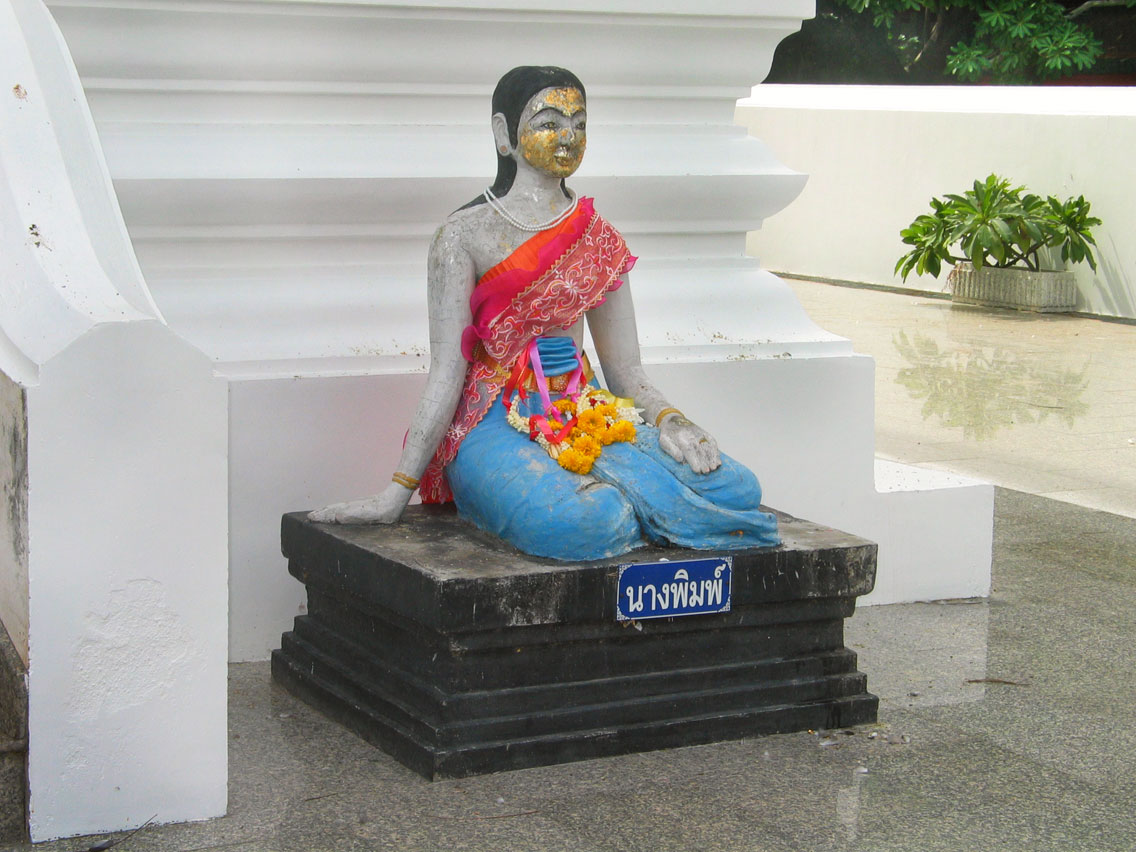
Statue de Nang Phim(philalai), Wat Pa Lelai, Suphanburi

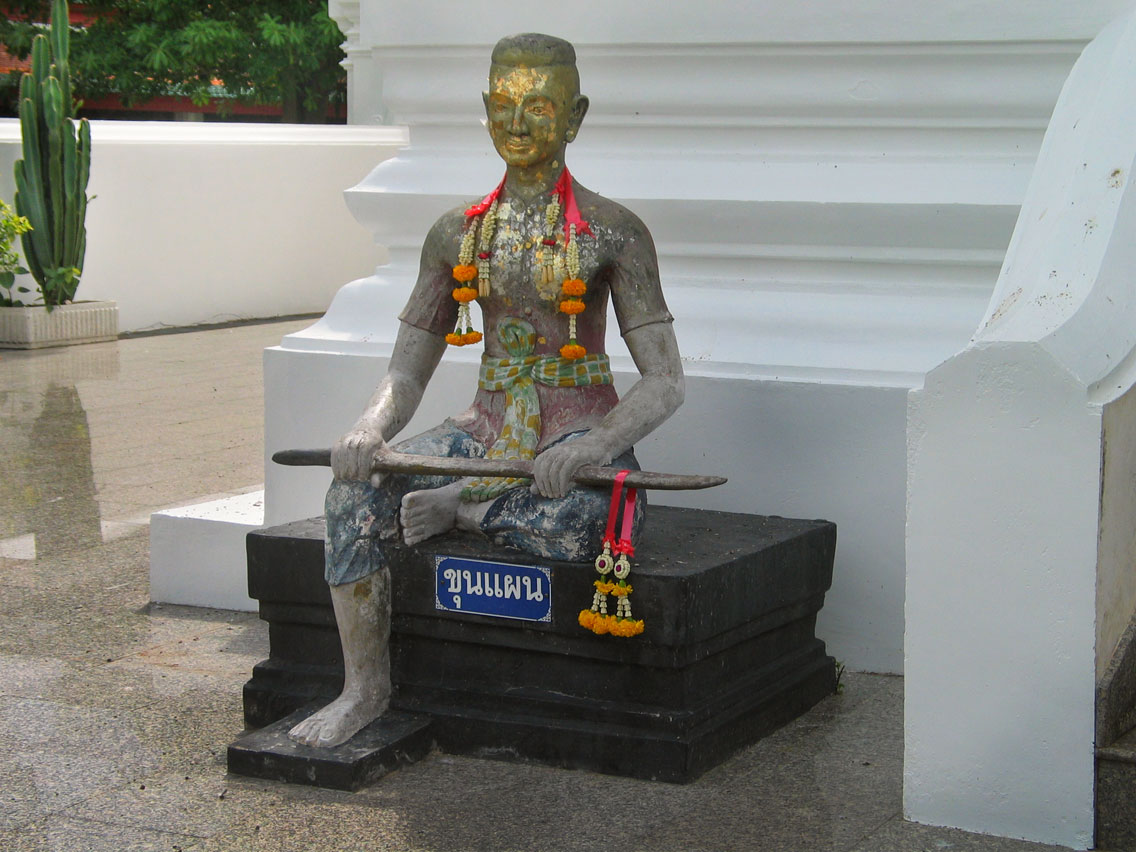
Statue de Khun Phaen (KunPan), Wat Pa Lelai, Suphanburi

Vers l'an 1500, dans la province de Suphanburi, les enfants Phlai Kaeo et Chang se disputent pour l'amour de la petite Pimpilalai. C'est le début d'une longue rivalité.
Un jour le roi d'Ayutthaya Panwasa (Ramathibodi II) demande au seigneur Khun Krai, le père de Phlai Kaeo, de capturer des buffles sauvages pour sa chasse. Mais Khun Krai, malchanceux, échoue et le roi, très en colère, le condamne à mort.
Dame Thong Prassi apprends la mort de son mari et s'enfuit avec son fils Kaeo à Kanjanaburi pour ne pas devenir esclave du roi.
À l'âge de 15 ans, quelques années plus tard, le bel adolescent Kaeo retourne à Suphanburi pour être novice. Il étudie, en plus des arts martiaux, la magie au wat (temple) Palelai.
À l'âge de 16 ans, la magnifique Demoiselle Phimpilalai rencontre le jeune bonze Kaeo à la fête de Songkran et elle met de la nourriture dans son bol d'aumône. Aussitôt le charme agit et ils tombent amoureux passionnément.
Peu de temps après, Kaeo fait un grand sermon au wat Palelai. Tout le monde est profondément envoûté par la beauté des paroles. À la fin du sermon, Pimpilalai enlève son châle de ses épaules et l'offre au novice. Mais le riche et laid seigneur Khun Chang, jaloux, dépose immédiatement sa serviette sur le châle et fait le vœu que Pimpilalai devienne sa femme. Elle est très gênée.
Quelque temps plus tard, Phlai Kaeo quitte le wat et sa robe de safran pour demander la main de Pimpalalai à sa mère Siprajan. Elle accepte.
Ils se marient et connaissent un immense bonheur mais deux jours après éclate la guerre contre le royaume de Lana et Chiang Mai. Le roi d'Ayutthaya, sous les conseils de Khun Chang (qui a pour arrière-pensé de séparer les jeunes mariés), nomme le valeureux Plai Kaeo commandant de l'armée pour combattre les ennemis du nord.
Pimpalalai tombe soudainement gravement malade. Le vieux bonze Jou du wat de Palelai lui suggère de changer son nom en Wanthong. Elle accepte et immédiatement elle guérit de son étrange maladie.
Khun Chang joue de nouveau un sale tour à Wanthong. Il fait courir la rumeur que Phlai Kaeo est mort au combat puis il va déterrer des os dans un cimetière et les montre en affirmant que ce sont ceux du défunt. Devant ces preuves, Siprajan, la mère de Pimpilalai / Wanthong accepte de remarier sa fille. Après avoir refusé de dormir avec son nouveau mari, Wanthong peu à peu se laisse attendrir par sa gentillesse, sa fidélité et la vie confortable qu'il lui offre.
Pendant ce temps, Kaeo mène une guerre victorieuse contre les soldats de Chiang Mai et il obtient en cadeau la jolie Lao Thong en mariage. Il retourne ensuite avec sa nouvelle femme à la capitale Ayutthaya. Le roi le nomme comme promis au rang de seigneur "Khun Phaen / Kun Pan" et lui offre des richesses et de terres.
Les aventures fantastiques et tragiques de Khun Pan ne font que commencer...

## Fiche technique

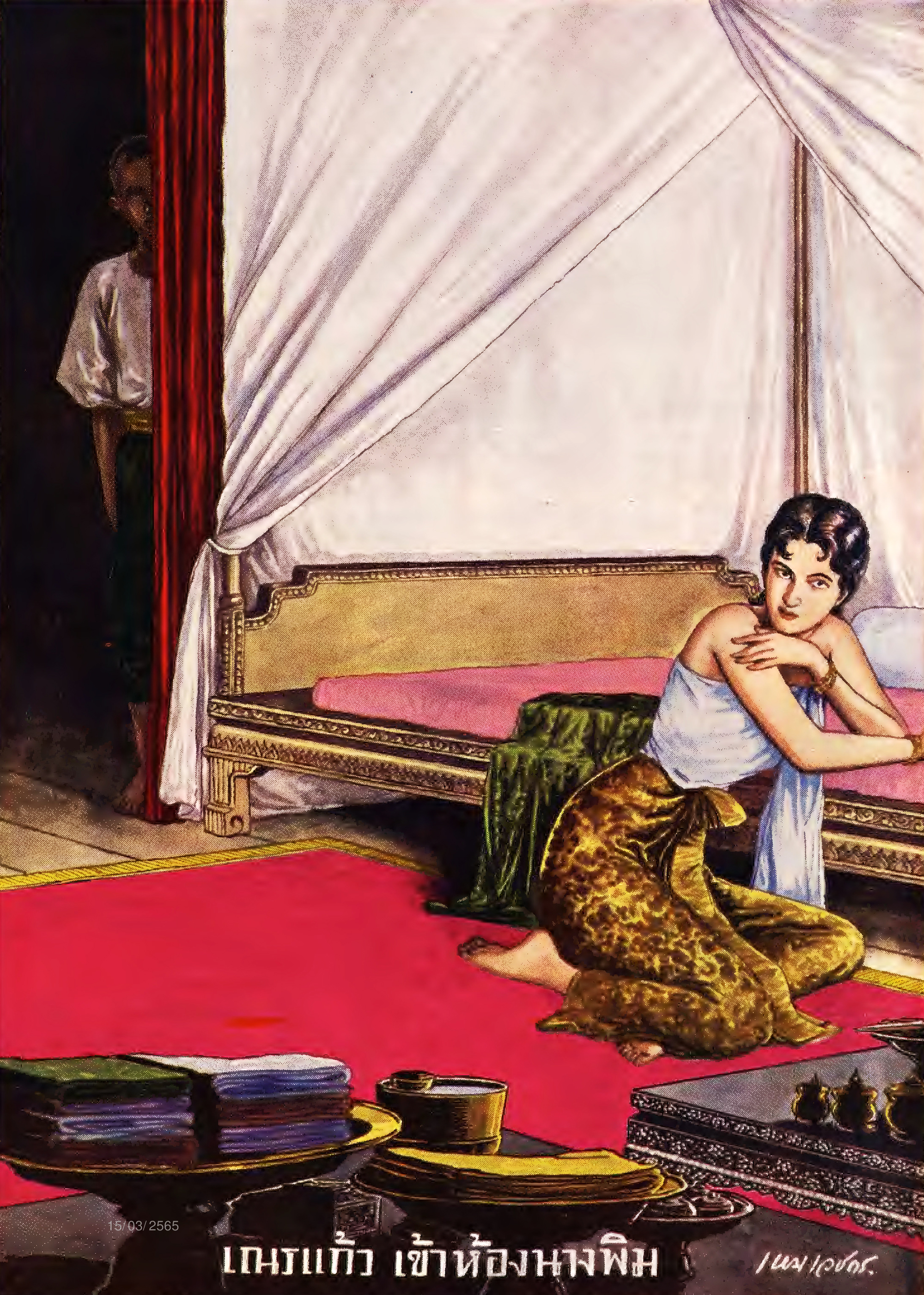
Le jeune bonze Phlai Kaeo (Khun Phaen) entre secrètement dans la chambre de la belle Phimpilamai, illustré par Hem Vejakorn

- Titre : Kunpan: Legend of the Warlord
- Titres alternatifs : ขุนแผน (Kun Pan)
- Réalisateur : Tanit Jitnukul
- Scénaristes : Sarawut In-phrom, Kongkiat Khomsiri, Marisa Mallikamar
- Monteur : Seree Phongnithi
- Directeur de la photographie : Teerawat Rujintham
- Musique : Chartchai Pongprapapan
- Pays d'origine : Thaïlande
- Genre : Action, aventure, drame, guerre, fantastique et historique
- Durée : 119 minutes (DVD anglais : 90 minutes, DVD allemand : 87 minutes)
- Date de sortie : 2002

## Distribution

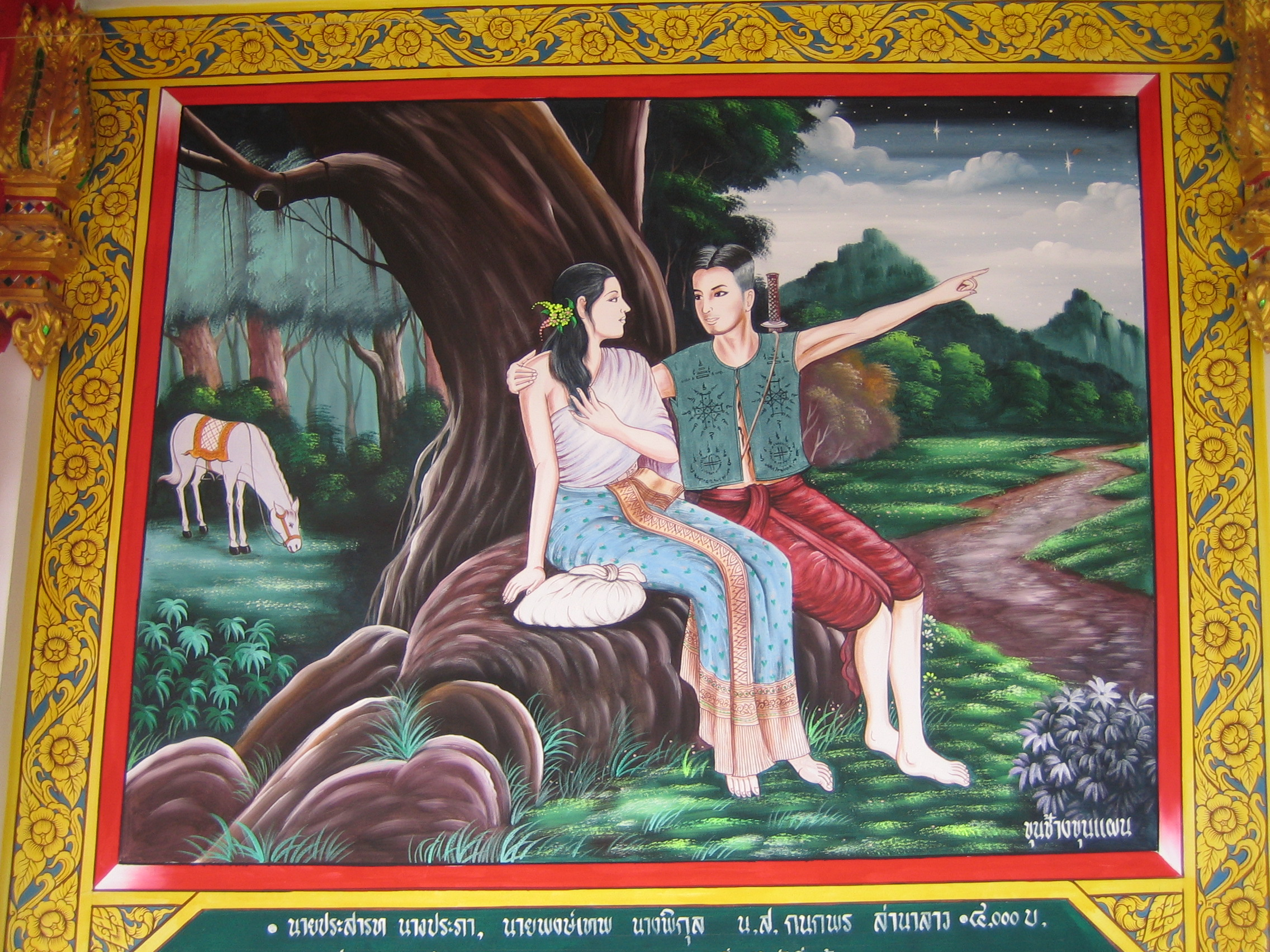
Khun Phaen et Wanthong s'enfuit dans la forêt, peinture murale de la sala de Khao Phra, U Thong, Suphanburi, Thaïlande

- Watchara Tangkaprasert : Phlai Kaeo/ Kun Pan (ou Khun Phaen) (ขุนแผน)
- Bongkoj Khongmalai (บงกช คงมาลัย) : Nang (Dame) Phimpilalai / Wanthong (พิมพิลาไลย)
- Apichai Nipattahuttapong : Khun Chang (ขุนช้าง)
- Pimpan Chalaikupp : Saithong (สายทอง)
- Pilasluck Kreutoo (พิลาสลักษณ์ เขียวโต) : Bua Klee
- Chirapat Wongpaisanlux (จิรภัทร์ วงศ์ไพศาลลักษณ์) : Lao Thong (ลาวทอง)
- Supaksorn Chaimongkol : Nang Kaeo (Kaew) Kiriya (แก้วกิริยา)
- Theerayut Pratyabamrung : le Roi d'Ayutthaya Panwasa (Ramathibodi II) (พระพันวสา)
- Wuthnan Maikan : Phai Ngam, le fils de Khun Pan et de Wanthong (พลายงาม)

## Inspiration
L'histoire de Khun Phaen est enseignée à l'école en Thaïlande et elle inspire de très nombreux feuilletons télé. La première traduction intégrale de cette légende en anglais publiée en 2010 par l'économiste Pasuk Pongpaichitr et l'historien Chris Baker dépasse les 1400 pages.